# Onthophagus pedator
Onthophagus pedator é uma espécie de inseto do género Onthophagus, família Scarabaeidae, ordem Coleoptera.
Foi descrita cientificamente por Sharp em 1875.